# Urgleptes clerulus
Urgleptes clerulus är en skalbaggsart som först beskrevs av Bates 1881.  Urgleptes clerulus ingår i släktet Urgleptes och familjen långhorningar.
Artens utbredningsområde är Guatemala. Inga underarter finns listade i Catalogue of Life.